# Hans Anna Haunhorst

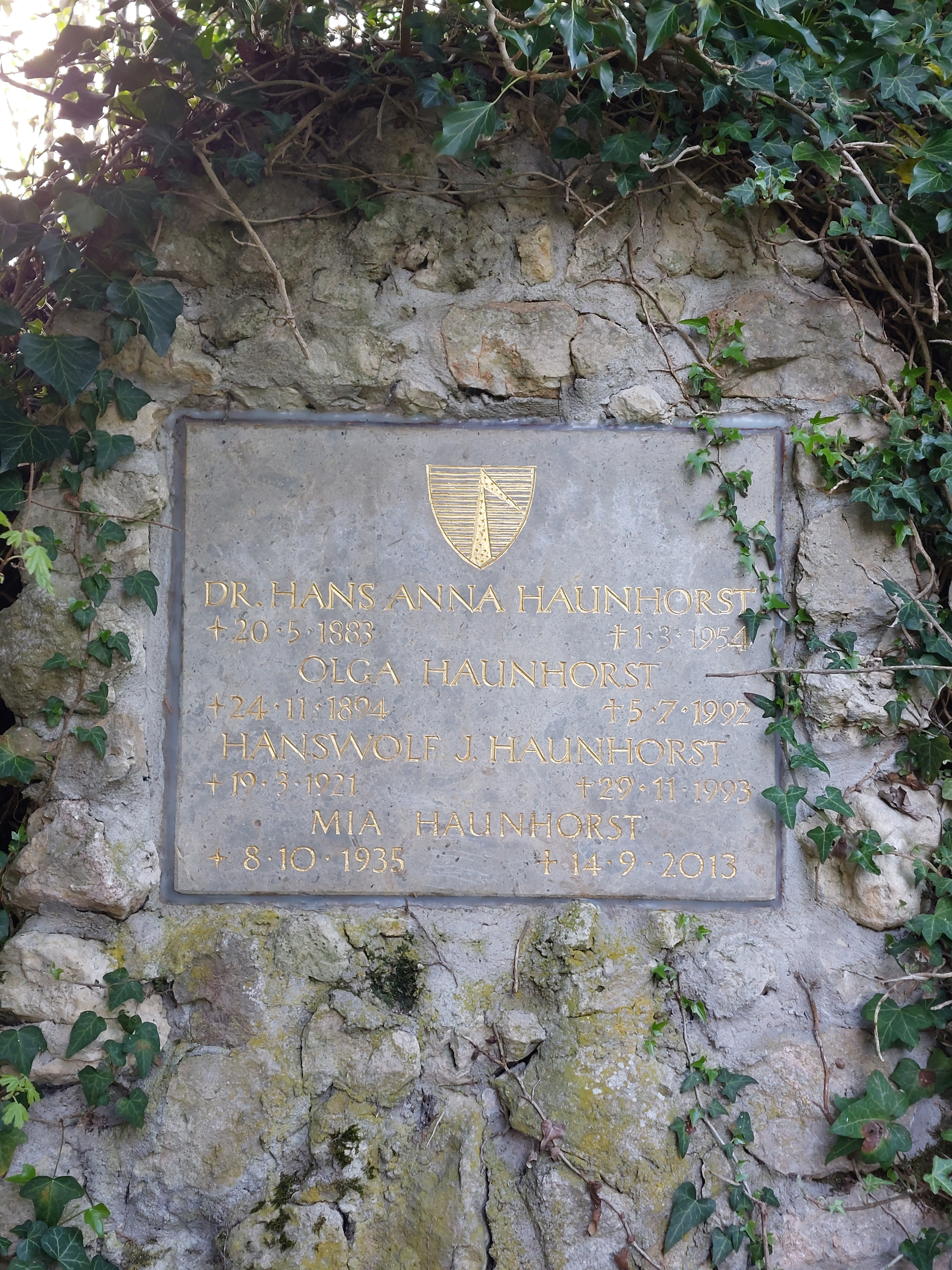
Grabstein der Familie Haunhorst auf Burg Hartenstein

Hans Anna Haunhorst (* 20. Mai 1883 in Hückeswagen, Rheinprovinz, Königreich Preußen; † 1. März 1954 auf Burg Hartenstein (Mittelfranken)?) war ein deutscher Jurist und Autor.

## Leben
Haunhorst besuchte Gymnasien in Barmen, heute ein Teil von Wuppertal, und in Soest in Westfalen. Sein Abitur legte er im Jahre 1902 ab und trat seinen Militärdienst im Husaren-Regiment König Wilhelm I. (1. Rheinisches Nr. 7). Nach einem Dienstunfall im Februar 1903 schied er als Invalide aus und begann mit dem Jurastudium an der Universität Bonn, der Universität Straßburg und schließlich an der Friedrich-Wilhelms-Universität Berlin. In Berlin legte er 1906 das Erste juristische Staatsexamen ab und wurde dort im Jahr 1907 promoviert. Die weiterführende Ausbildung als Referendar führte ihn an das Amtsgericht Köpenick und zurück nach Berlin zu verschiedenen Positionen.
1909 bewarb Haunhorst sich beim diplomatischen Dienst des Deutschen Reiches und ließ sich vom Preußischen Justizminister beurlauben. Nach seiner probeweisen Zulassung zum Dienst wurde er der Botschaft in Tokio in Japan zugewiesen, wo er am 5. Juli 1910 eintraf. Bereits am 10. Januar 1911 reiste er aus Japan wieder ab, um eine neue Stelle an der Gesandtschaft des Deutschen Reiches am Heiligen Stuhl in Rom anzutreten. 1912 ging er an das Auswärtige Amt in Berlin zurück, ersuchte jedoch 1913 um Entlassung und schied aus dem diplomatischen Dienst aus.
1920 zog sich Haunhorst auf die von ihm erworbene Burg Hartenstein in Mittelfranken zurück, wo er sich laut eigenen Angaben in den Folgejahren schriftstellerischen und künstlerischen Arbeiten widmete. Er heiratete nach dem Ersten Weltkrieg die im Jahre 1894 geborene, aus einer rheinischen Industriellenfamilie stammende, Künstlerin Olga Haunhorst.
Haunhorst schrieb seine Erinnerungen an die sechs Monate in Japan in den Jahren 1922/1923 nieder. Sein Das Lächeln Japans wurde jedoch erst 1936 in Leipzig gedruckt und enthält Passagen, die dem Zeitgeist entsprachen. Eine Neuauflage erfolgte 1948 mit dem Titel Versunkenes Japan im DIPAX-Verlag, Erlangen, und ist entsprechend von völkischen und undemokratischen Formulierungen bereinigt worden.
Haunhorst starb 1954.

## Veröffentlichungen
- 1936: Das Lächeln Japans. Georg Kummer's Verlag, Leipzig.
- 1948: Versunkenes Japan. DIPAX-Verlag, Erlangen.